# شروق شمس المسلم (مجلة)
شروق شمس المسلم هي مجلة إسلامية شهرية تصدرها الجماعة الإسلامية الأحمدية في الولايات المتحدة الأمريكية. تأسست عام 1921 على يد مفتي محمد صادق [الإنجليزية] في منطقة هايلاند بارك في ديترويت بولاية ميشيغان، وهي أقدم مطبوعة إسلامية نشأت في الولايات المتحدة. وقد أخذ اسمه من قول النبي محمد أنه في الأيام الأخيرة "تشرق الشمس من مغربها" ويعمل كمنصة للمناقشة الإسلامية والدينية. الغرض المعلن منه هو "أنه يسعى إلى فتح نقاشات حول الإسلام والمواضيع المتعلقة بالدين بشكل عام. ويسلط الضوء على دور الإسلام في مجتمع عالمي متغير باستمرار. ويوفر منصة للرأي العام حول القضايا المعاصرة وتقديم حلول لها من منظور إسلامي".

## التاريخ
تضمنت المجلدات الأولى من المجلة تقارير عن جولات محاضرات صادق، والمناظرات العامة، وغيرها من الأنشطة، ونشرت قوائم بأسماء الأشخاص الذين اعتنقوا الإسلام الأحمدي.

## روابط خارجية
- الموقع الرسمي